# Ендрю Тейт
Еморі Ендрю Тейт III (народився 1 грудня 1986) — американсько-британський впливовий діяч соціальних мереж і колишній професійний кікбоксер. Після своєї кар’єри кікбоксингу Тейт перейшов до філософських роздумів на тему врегулювання відносин чоловіків та жінок, пропагував удосконалення чоловіка, як сильної особистості з навичками та фінансовою незалежністю. Тейт, син шахіста Еморі Тейта, опинився в центрі судового розслідування щодо звинувачень у торгівлі людьми та зґвалтуваннях.

## Раннє життя
Тейт народився 14 грудня 1986 року в Чикаго, штат Іллінойс і виріс в Лутоні, Англія. Він є сином Еморі Тейта, афроамериканського міжнародного майстра з шахів. Його мати працювала помічником у сфері громадського харчування. Є припущення, що брати Тейт успадкували готель у Таїланді від свого батька.

## Кар'єра

### Кікбоксинг
Повідомляється, що в 2009 році Тейт займався продажем телевізійної реклами, але з 2005 року він паралельно займався боксом і бойовими мистецтвами. Того ж року він виграв чемпіонат Міжнародної асоціації спортивного карате у напівважкій вазі в Дербі, Англія, і посів перше місце у своєму дивізіоні в Європі. Хоча він виграв 17 з 19 боїв, він сказав, що це його перший пояс і титул. Тейт виграв свій перший титул чемпіона світу в бою-реванші проти Жана-Люка Бенуа нокаутом, попередньо програвши рішенням суддів. У 2013 році Тейт виграв свій другий титул чемпіона світу в 12-раундовому матчі, ставши чемпіоном світу у двох різних вагових категоріях. Бій відбувся в Шаторенарі, Франція.

### Медіа кар'єра
Персональний вебсайт Ендрю Тейта пропонує навчальні курси на тему збагачення та «чоловічо-жіночу взаємодію». Згідно з інформацією, розміщеною на вебсайті, він керує студією моделей вебкамер, залучаючи до роботи своїх подруг. На цій студії Тейт разом із братом створює сумні історії та продає їх відчайдушним чоловікам, заявляючи, що вони з братом заробили на цьому мільйони доларів. Він визнає, що ця бізнес-модель заснована на «тотальному шахрайстві». Тейт керує Університетом Хастлера, приватною онлайн-академією (яка не є акредитованим навчальним закладом), учасники якої сплачують щомісячну членську плату, щоб отримати інструкції з таких тем, як дропшиппінг і торгівля криптовалютою. Учасники також отримують значну комісію за залучення інших людей на вебсайт. Тейт став дуже відомим у 2022 році, заохочуючи членів Університету Хастлера публікувати велику кількість відео з ним у соціальних мережах, включаючи TikTok, де відео з ним переглянули понад 11,6 мільярда разів, щоб максимально залучити людей. Вважається, що протягом 2022 року Тейт став культовою фігурою для багатьох молодих чоловіків, що не орієнтуються в житті, в кількох англомовних країнах, зокрема, висловлюючи антифеміністські погляди. Кампанія White Ribbon, некомерційна організація, що виступає проти насильства з боку чоловіків над жінками, вважає коментарі Тейта «надзвичайно жінконенависницькими», а можливі довгострокові наслідки його коментарів для його молодої чоловічої аудиторії «тривожними».

## Скандали
У 2016 році Тейт отримав публічну популярність після того, як його вилучили з сімнадцятого сезону «Великого брата» після публікації відео, на якому Тейт б’є жінку ременем. Згодом його вилучили з шоу повністю. Тейт сказав, що дії були погоджені, і опублікував у Facebook кліп з жінкою, яка стверджує, що саме вона присутня на відео, кажучи, що це була «чиста акторська гра». Він привернув увагу своїми твітами, в яких окреслював свою точку зору на те, що кваліфікується як сексуальне домагання у справах про сексуальне насильство Гарві Вайнштейна, а також кількома твітами з заявами про те, що жертви сексуального насильства також несуть відповідальність. У 2017 році Тейт сказав, що депресія не є справжньою хворобою, отримавши негативну реакцію суспільства у відповідь. Три акаунти Тейта у Twitter були призупинені в різний час. У 2021 році обліковий запис, який він створив, щоб уникнути попереднього блокування, було перевірено Twitter, що суперечить їхнім правилам. Схоже, обліковий запис був частиною рекламної акції з Bugatti. Згодом обліковий запис було призупинено назавжди, а Twitter заявив, що перевірка відбулася помилково. У видаленому відео, опублікованому на його каналі YouTube, Тейт заявив, що вирішив переїхати до Румунії, тому що в Східній Європі було легше звільнитися від звинувачень у зґвалтуванні. Однак у квітні 2022 року The Daily Beast повідомило, що управління з розслідування організованої злочинності та тероризму Румунії  провело обшук у будинку Тейта у зв’язку з розслідуванням торгівлі людьми та зґвалтування, під час якого румунська поліція виявила американку та румунку в житлі Тейта. Предмети були вилучені поліцейськими з дому Тейта для процесу розслідування. Станом на квітень 2022 року влада Румунії заявила, що розслідування все ще триває. Представник Державного департаменту США послався на повідомлення про викрадення, але відмовився від подальших коментарів, посилаючись на міркування конфіденційності.
29 грудня 2022 року поліція затримала обох братів Тейт і двох жінок. Усіх чотирьох підозрюють у торгівлі людьми та створенні організованого злочинного угруповання, а одного з них (невідомого згідно з румунським законодавством) підозрюють у зґвалтуванні. DIICOT звинувачує Тейтів у тому, що вони вербували жінок за допомогою методу «коханця», який полягає в спотворенні намірів зав’язати романтичні стосунки, і примушували їх створювати відвертий контент для таких вебсайтів, як OnlyFans, як частину організованої злочинної групи Тейтс. імовірно сформований на початку 2021 року. DIICOT ідентифікував шість потенційних жертв.
20 січня румунський суд продовжив досудове ув'язнення братів до 27 лютого. Перед продовженням терміну ув'язнення адвокати Тейтс заявили, що вони «оптимістично налаштовані», що прохання про продовження терміну ув'язнення буде відхилено.  25 січня, коли його доставили на допит до відділу боротьби з організованою злочинністю Румунії, Ендрю сказав, що справа проти нього «порожня», і сказав журналістам, що «вони знають, що ми не зробили нічого поганого».